# Stormvloed

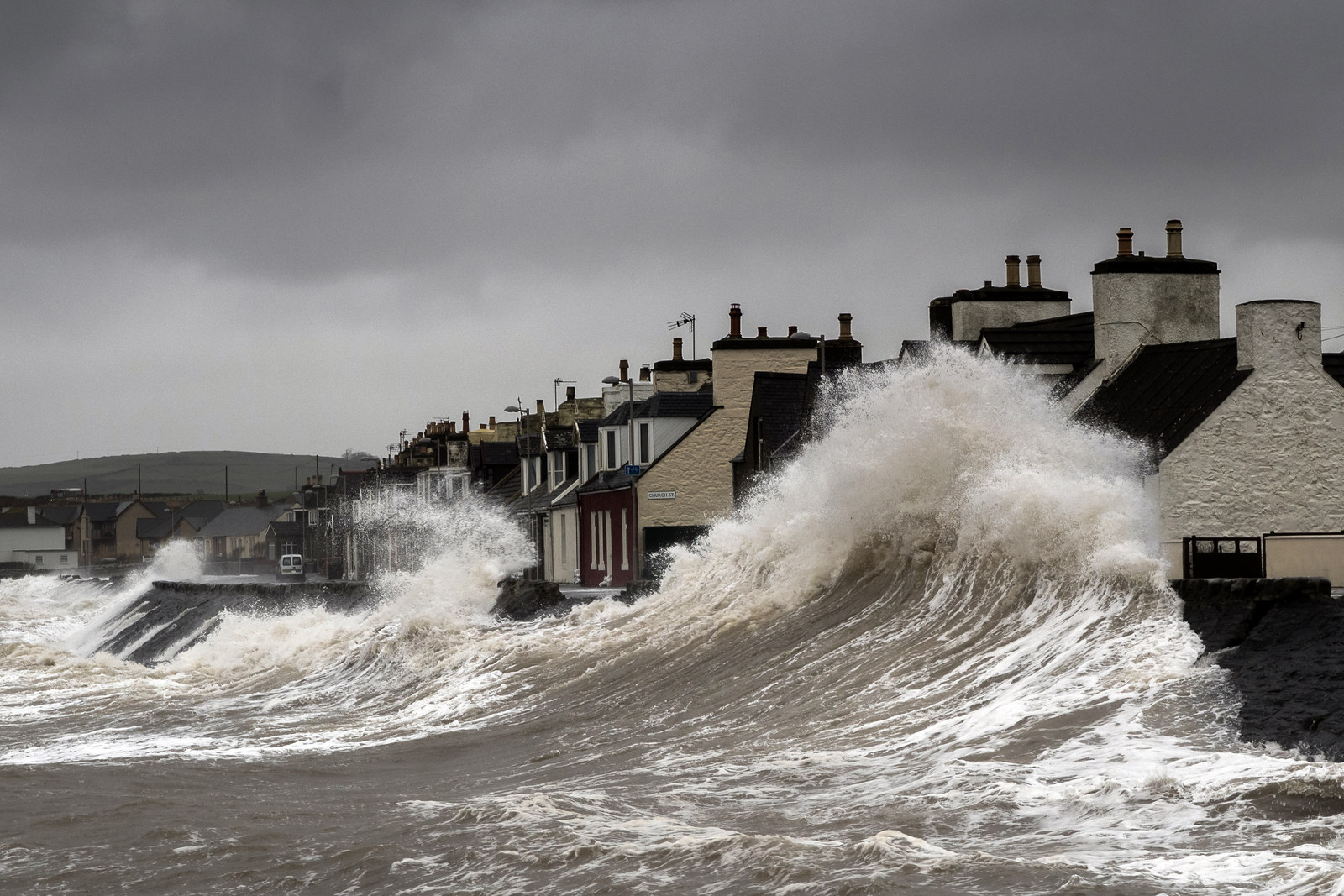
Stormvloed aan de kust van Schotland, 2014

Een stormvloed is het natuurverschijnsel dat zeewater door aanlandige  stormwinden wordt opgestuwd aan de kustlijn, waardoor de zeewaterspiegel plaatselijk hoger wordt dan normaal. Een stormvloed heeft op zichzelf niets te maken met de regelmatige waterbewegingen door de astronomische getijden, veroorzaakt door de aantrekkingskracht op het water van de maan en de zon. Wel kan een stormvloed in combinatie met het getij vloed of springvloed voor uitzonderlijk hoge waterstanden zorgen, met het risico dat waterweringen worden overstroomd of verwoest en het water achterliggend grondgebied binnenstroomt.
Er is sprake van een stormvloed als het waterpeil een bepaalde grens heeft bereikt of overschreden. De hoogte van dit grenspeil wordt bepaald door het gemiddelde van waterhoogtes bij stormvloeden in de voorgaande twee jaar. Een lage stormvloed is er gemiddeld eens in de twee jaar, een hoge, zoals bij de watersnood van 1953, eens in de 100 tot 1000 jaar.

## Oorzaak van een stormvloed
Hoge windsnelheden behorende tot een storm kunnen het zeewater uit de bovenste oppervlaktelagen aan de kustlijn opstuwen tot een hoger zeeniveau dan normaal. De lagedruk in de kern van de stormdepressie of tropische cycloon kan het effect licht versterken. Als de stormvloed de kust bereikt kan hij nog aangroeien, omdat de zee daar ondieper wordt.
De waterstand tijdens een stormvloed bestaat uit twee componenten, het astronomische getij en de verhoging van de waterstand door de wind (windopzet).
Een stormvloed kan voor uitzonderlijk hoogwater zorgen als deze het kustgebied bereikt en daar samenvalt met het astronomische getij vloed, of springvloed (de hoogste vloedstand). De (spring)vloed wordt dan verhoogd met de stormvloed. Dit was een belangrijke oorzaak van de watersnood van 1953.
De stormvloed wordt verder bepaald door de hoek van de windrichting op de kust. Wanneer de wind loodrecht op de kust staat, is de stormvloed het hoogst. Bij de watersnoodramp van 1953 werd door een noordwesterstorm vanaf IJsland, die bij Schotland draaide naar noord-noordwest, een stormveld opgebouwd van 1000 kilometer lang dat het water in de hele Noordzee over een grote breedte aan de kusten hoog opstuwde. Tegelijkertijd was het springvloed, de hoogste stand in het astronomisch getij.
Wanneer de verwachte waterstanden aan de kust erg hoog worden, kunnen de stormvloedkeringen worden gesloten zodat de veiligheid tegen overstromen beter wordt gewaarborgd.
Tropische cyclonen gaan vaak gepaard met stormvloeden, deze behouden hun energie echter meestal langer. Zo kan een orkaan die van de vijfde categorie naar de tweede categorie verzwakt is, nog lange tijd een stormvloed genereren van de vierde of vijfde categorie. Vergelijk dit met het maken van een draaikolk in een emmer water door hard te roeren: als men stopt met roeren, blijft het water nog enige tijd rondkolken.
Bij een tsunami wordt al het water van het zeeoppervlak tot de bodem in beweging wordt gezet.

## Stormvloeden in Nederland

### Definitie

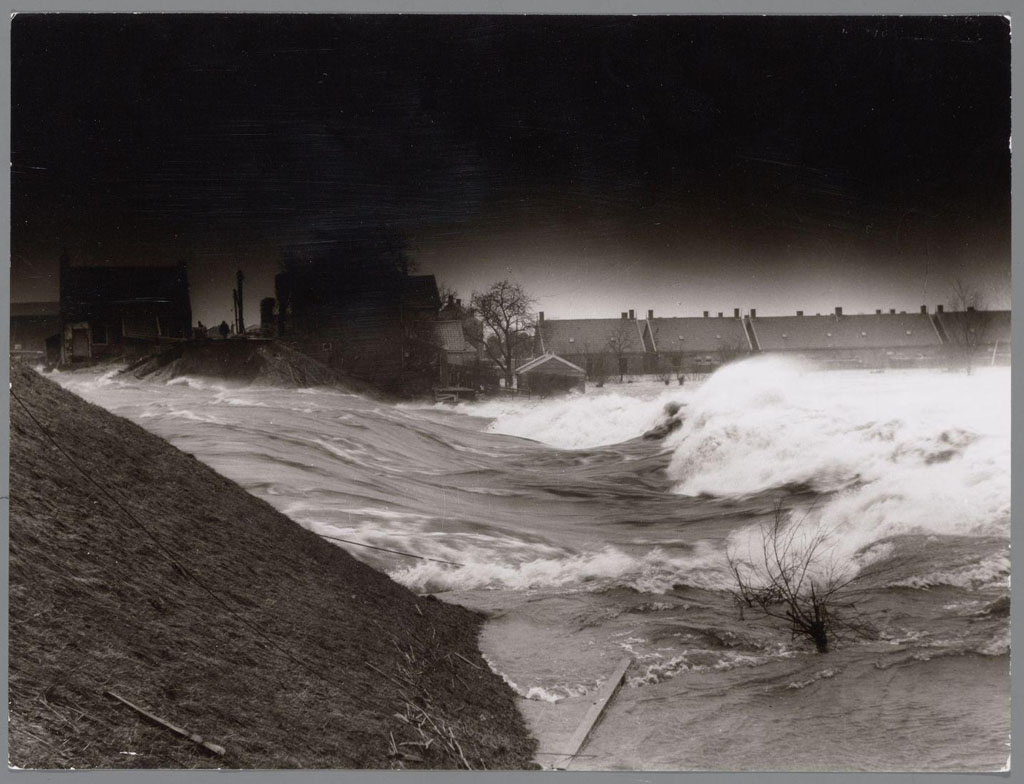
Dijkdoorbraak in de Alblasserwaard bij Papendrecht, gevolg van de stormvloed in de nacht van 31 januari op 1 februari 1953, wat leidde tot de tijdens de Watersnoodramp van 1953

Watermanagementcentrum Nederland (WMCN), voorheen de Stormvloedwaarschuwingsdienst (SVSD) spreekt van een stormvloed als bij één of meer van de peilmeetstations Vlissingen, Hoek van Holland, IJmuiden buitenhaven, Den Helder, Harlingen en Delfzijl de waterstand het grenspeil overschrijdt. Een grenspeil is een waterstand die is afgeleid uit de opgetreden waterstanden van eerdere stormvloeden. Het grenspeil verschilt per locatie en wordt gemiddeld eens per 2 jaar overschreden. Per locatie hebben het WMCN en de waterkeringbeheerders afgesproken bij welke peilen actie moet worden ondernomen. Er wordt onderscheid gemaakt tussen het:
- Waarschuwingspeil: Als het water hierboven komt, nemen de waterkeringbeheerders beperkte maatregelen. Dit gebeurt gemiddeld 1 keer per jaar. Hoewel de waterkeringen dit goed aankunnen, wil men paraat staan.
- Alarmeringspeil: Als het water hierboven komt, nemen de waterkeringbeheerders uitgebreide maatregelen. De bijbehorende waterstanden zijn aanzienlijk hoger en de situatie is een stuk kritieker. Deze situatie komt eens in de 5 jaar voor.[5]

### Alarmeringen
Als men verwacht dat het water ten minste het waarschuwingspeil gaat overschrijden, komt de crisisadviesgroep Kust en Benedenrivieren (WMCN Kust en Benedenrivieren) bijeen in de Waterkamer. Waterdeskundigen en een maritiem meteoroloog van het KNMI houden hier de situatie in de gaten. Wanneer zij een overschrijding van het waarschuwingspeil verwachten, dan stellen ze de waterkeringbeheerders daarvan ongeveer 12 uur voor de hoogste waterstand op de hoogte. De stormvloedwaarschuwingen worden ook online gepresenteerd, zodat alle belanghebbende organisaties en personen snel kunnen beschikken over de informatie.

### Overheidsmaatregelen en acties

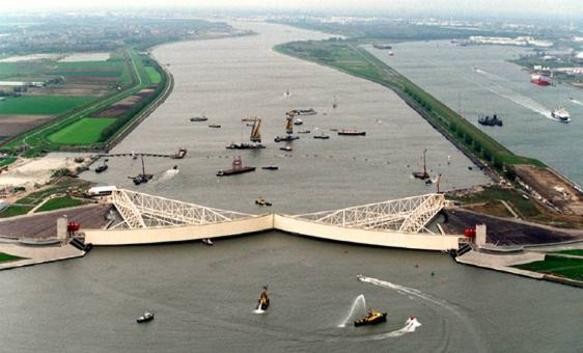
Maeslantkering in de Nieuwe Waterweg, bij een testsluiting. Onderdeel van de Deltawerken.

De overheid heeft na de watersnoodramp van 1916 en die van 1953 grootschalige maatregelen genomen om het land en de bijbehorende inwoners te beschermen tegen hoogwater. Zo zijn er dijken en waterkeringen gebouwd. Deze worden bewaakt door waterkeringbeheerders, zoals de waterschappen en de regionale diensten van Rijkswaterstaat. Op basis van de waarschuwingen van het WMCN kunnen de keringbeheerders adequate maatregelen nemen. Dit kunnen beperkte maatregelen zijn, zoals het sluiten van coupures (dijkdoorgangen) en het dichtzetten van riolen, maar ook uitgebreide maatregelen als dijkbewaking en het sluiten van de stormvloedkeringen als het alarmeringspeil dreigt te worden overschreden.
Hiertoe licht het WMCN de volgende partijen in:
- waterschapsbesturen en hoogheemraadbesturen
- regionale diensten van Rijkswaterstaat
- provinciebesturen en crisiscentra
- alarmcentrales van de veiligheidsregio’s

Het WMCN informeert ook het publiek dat er hoogwater op komst is via (social) media, de website van Rijkswaterstaat, het Actueel Waterbericht, en radio en televisie. De waterschappen roepen op hun beurt groepen vrijwilligers en/of professionals op (de zogenaamde dijklegers) die de dijken inspecteren en eventueel maatregelen nemen. Ook worden er zo nodig crisisstaven van bestuurders geactiveerd.
Het WMCN maakt van elke stormvloed verslagen in de vorm van een Stormvloedflits (kort rapport, daags na de stormvloed gepubliceerd) of een Stormvloedverslag (lang rapport, uiterlijk 3 maanden na de stormvloed gepubliceerd). Alle Stormvloedverslagen vanaf 1948 zijn gepubliceerd op de Waterberichtgevingswebsite van Rijkswaterstaat en aldaar te downloaden.

## Externe bronnen
- Stormvloed, webpagina van Rijkswaterstaat met uitlegvideo
- Uitleg over stormvloed, KNMI
- Stormvloedwaarschuwingen Nederland
- Alle stormvloedrapporten sinds 1948 van Rijkswaterstaat
- Alle stormvloedflitsen sinds 1948 van Rijkswaterstaat
- Website Waterberichtgeving van Rijkswaterstaat

838 · 1014 · 1042 · 1134 · 1163 · 1164 · 1170 · 1196 · 1212 · 1214 · 1219 · 1220 · 1221 · 1248/1249 · 1277 · 1280 · 1282 · 1287 · 1288 (I) · 1288 (II) · 1322 · 1334 · 1362 · 1374 · 1375 · 1377 · 1404 · 1421 · 1424 · 1468 · 1477 · 1509 · 1514 · 1530 · 1532 · 1552 · 1566 · 1570 · 1610 · 1643 · 1651 · 1675 · 1682 · 1686 · 1703 · 1717 · 1726 · 1741 · 1775 · 1776 · 1784 · 1799 · 1808 · 1809 · 1820 · 1825 · 1855 · 1861 (I) · 1861 (II) · 1877 · 1906 · 1916 · 1926 · 1953 · 1962 · 1993 · 1995 · 2006 · 2021